# Vida minha
Vida minha är en musiksingel från den portugisiska sångerskan Filipa Sousa och var Portugals bidrag i Eurovision Song Contest 2012 i Baku i Azerbajdzjan. Texten är skriven av Carlos Coelho medan musiken är komponerad av Andrej Babić. Den 10 mars 2012 vann Filipa Sousa med låten i Portugal nationella uttagningsfinal Festival da Canção mot elva andra bidrag.
Låten framfördes i den andra semifinalen den 24 maj. Bidraget lyckades dock inte kvalificera sig för finalen.

## Versioner
1. "Vida minha" – 2:56[5]
2. "Vida minha" (karaokeversion) – 2:56[6]